# 1838 na música

## Nascimentos
| Data          | Nome          | Profissão  | Nacionalidade | Observações | Ref |
| ------------- | ------------- | ---------- | ------------- | ----------- | --- |
| 6 de Janeiro  | Max Bruch     | compositor | Alemanha      | m. 1920     |     |
| 24 de Outubro | Georges Bizet | compositor | França        | m. 1875     |     |

## Mortes
| Data          | Nome             | Profissão             | Nacionalidade | Observações | Ref |
| ------------- | ---------------- | --------------------- | ------------- | ----------- | --- |
| 13 de Janeiro | Ferdinand Ries   | compositor e pianista | Alemanha      | n. 1784     |     |
| 17 de Agosto  | Lorenzo da Ponte | libretista            | Itália        | n. 1749     |     |